# Lenost

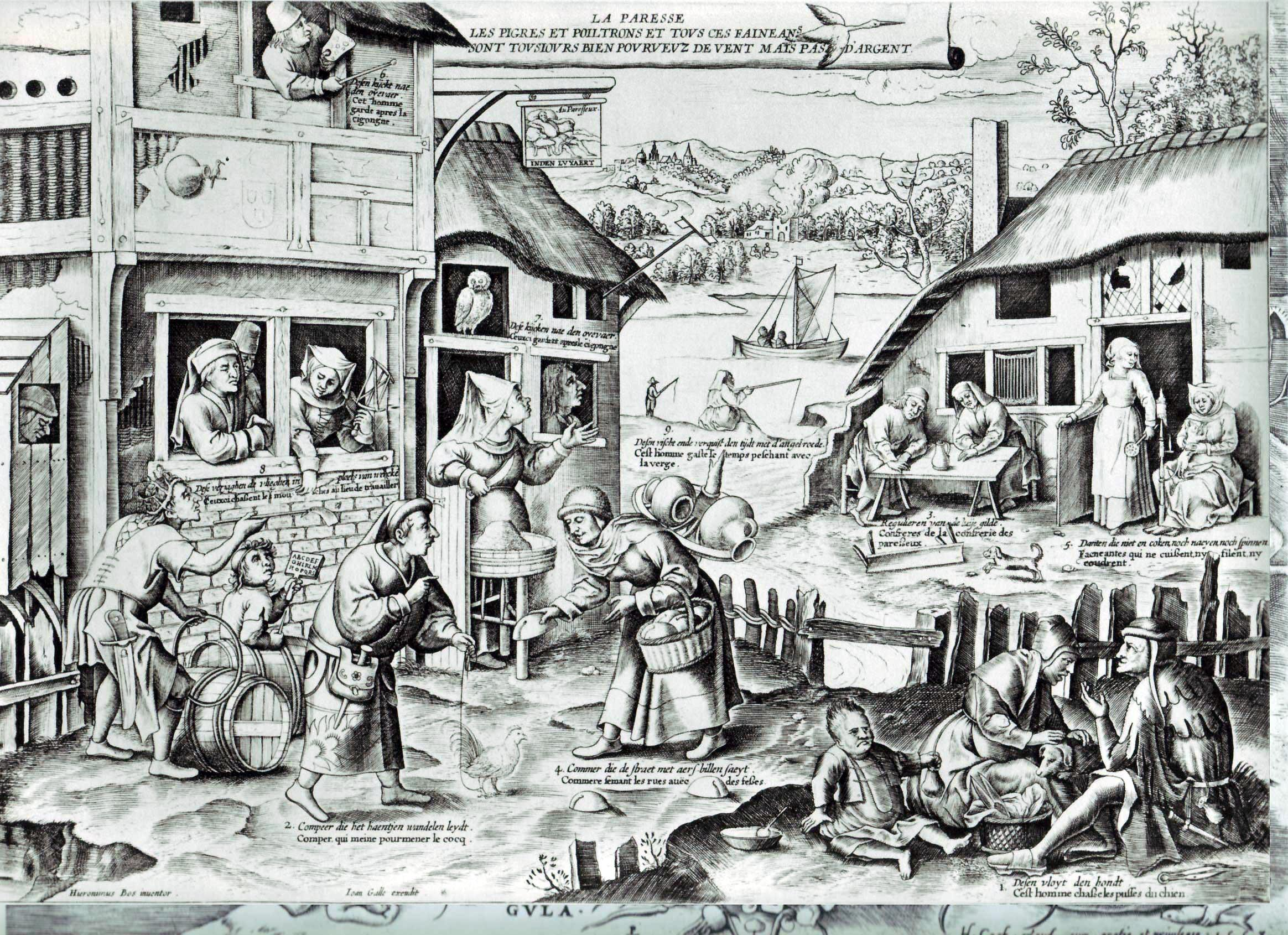
Lenost, Pieter Bruegel

Lenost (lat. acedia nebo pigritia) je označení pro duchovní apatii či neochotu k jednání plynoucí z nedostatku motivace jednat. Lenost je opakem činorodosti. Lenivý člověk nevyužívá potenciál svých schopností, není ochotný jednat nebo se starat. Dřív byl nazýván hříchem smutku (lat. tristitia). Duchovní lenost je odpor a nechuť k duchovním hodnotám. V rámci křesťanství je lenost jedním ze sedmi hlavních hříchů.
O lenosti se v Bibli například píše:
- Lenoch je ve svých vlastních očích moudřejší než sedm [těch], kdo dávají rozumnou odpověď.[1]
- Lenoch nebude orat, protože je zima; v čase sklizně bude žebrat, ale nebude nic.[2]

## Výrok M. Scotta Pecka
Morgan Scott Peck o lenosti řekl:

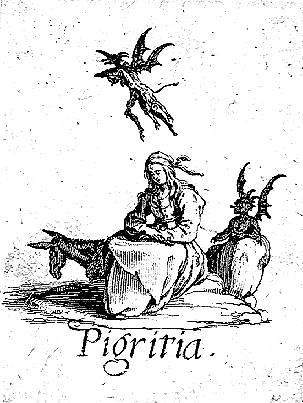
Lenost od Jacqua Callota

- Je to pasívní neschopnost milovat. Lenost je jediná překážka duchovního růstu. Když ji přemůžeme, překonáme též všechny ostatní překážky. Lenost vede ke snaze vyhnout se nevyhnutné strasti, hledat vždy nejlehčí řešení, únik. Lenost je opak lásky. Lenost je projev entropické síly v životě každého z nás. Lenost je všudepřítomná. Lenost je například neochota vstoupit do nových oblastí myšlení a přijmout novou, zralejší zodpovědnost i za sebe samého. Vrozenou znalost toho, co je správné, přehlížíme proto, že jsme líní. Naše neochota vést vnitřní dialog mezi dobrem a zlem je příčinou hříšných skutků. Vnitřní hlas dobra nás nabádá, abychom si vybrali těžší cestu, která nás stojí spíše více než méně námahy.
- Vést tuto diskusi znamená vystavit se nebezpečenství zápasu a strádání. Prvotní hřích existuje, je to naše lenost. Lenost je ta entropická síla v nás, která nás všechny sráží a brzdí ve vývoji našeho ducha. Lenost má různé formy, které nesouvisí s počtem hodin strávených v zaměstnání anebo věnovaných starání o druhé. Jednou z hlavních forem, kterými se lenost projevuje, je strach. Lenivá část osobnosti, právě tak jako ďábel (kterým možná ve skutečnosti je) se dokáže výborně přetvařovat a nezastaví se před ničím. Vlastní lenost dokážeme vždy úspěšně zahalit do nejrůznějších racionalizací, které druhá část naší osobnosti – ta, která roste – ještě nedokáže lehko prohlédnout, natož s nimi bojovat.

Když však lenost správně rozpoznáme a přiznáme, že v nás je, udělali jsme první krok k tomu, abychom se jí zbavili. Svou lenost si více uvědomují lidé, kteří jsou na vyšším stupni duchovního růstu. Právě ti nejméně líní z nás nejlépe ví, v čem zaostávají. Ve svém osobním úsilí o zdokonalení sebe samého začínám postupně chápat řadu věcí novým způsobem, i když tyto nové pohledy mají zdánlivě samovolnou tendenci mi unikat. Jindy zahlédnu nové, slibné a široké myšlenkové cesty, na kterých však mé kroky jakoby samy od sebe začínaly váznout. Obávám se, že většina takových cenných nápadů skutečně zmizí bez povšimnutí a že z těchto slibných širokých cest sejdu bez toho, aniž bych věděl, co dělám. Když si však uvědomím, že moje kroky váznou, stimuluje mě to k tomu, abych přiměl svou vůli zrychlit tempo právě ve směru, kterému se chci vyhnout. Boj proti entropii nikdy nekončí, všudepřítomné síle entropie, která nás vrhá zpět do dětství, do matčina lůna a do bažin, ze kterých jsme vyšli.

## Zdraví
Nedostatek pohybu z lenosti může vést například k obezitě. Avšak nechuť k fyzickým aktivitám může být dědičná.